# Magijandarja
Der Magijandarja (tadschikisch Моғиёндарё; auch Mogijondarja; russisch Магиана Magijana; usbekisch Magʻiyondaryo) ist ein linker Nebenfluss des Serafschan in Tadschikistan. Er durchfließt den Distrikt Pandschakent im äußersten Südwesten der Provinz Sughd.
Der Magijandarja entspringt an der Nordflanke des Baisuntau-Gebirgszugs unweit der Staatsgrenze zu Usbekistan. Er wird von den dortigen Gletschern gespeist. Der Magijandarja fließt in nördlicher Richtung durch das Gebirge. Im Oberlauf durchfließt er eine Kette von Bergseen, den so genannten „Sieben Seen“. Die obersten beiden Seen, Chasortschaschma (See Nr. 7) und Margeor (See Nr. 6), sind die größten. Sie sind als Moränenseen entstanden.
Der Fluss durchschneidet den westlichen Teil der Serafschankette. Bei Sudschina, 10 km östlich von Pandschakent, mündet der Magijandarja in den nach Westen strömenden Serafschan. Der Magijandarja hat eine Länge von etwa 60 km. Das Einzugsgebiet umfasst 1100 km². Der mittlere Abfluss an der Mündung beträgt 7,67 m³/s. Die Monate mit den höchsten Abflüssen sind Juni, Juli und August.